# Braosheuf
De Braosheuf is een achttiende-eeuws boerderijencomplex in de gemeente Nederweert in de Nederlandse provincie Limburg. Deze boerderijen maken deel uit van de buurtschap Boeket, dat ten noordwesten van het dorp Nederweert ligt. De Braosheuf bestaat uit twee boerderijen, genaamd bi-j Braos en bi-j Heindriks. Het exacte bouwjaar van deze boerderijen is onbekend. Wel staan beide boerderijen nauwkeurig ingetekend op de Ferrariskaarten, een serie van topografische kaarten uit omstreeks 1775. Daar staat ook nog een derde boerderij op afgebeeld, die in het begin van de negentiende eeuw is afgebroken.
De gemeente Nederweert heeft bi-j Braos, gelegen aan de Braosheuf 20, aangemerkt als gemeentelijk monument. Bi-j Heindriks, gelegen aan de Braosheuf 26, is aangemerkt als een cultuurhistorisch waardevol pand.

## Bi-j Braos
De boerderij bi-j Braos wordt ook wel Braashoeve genoemd. Hoewel de herkomst van deze naam niet vaststaat, is deze vermoedelijk gebaseerd op de naam van de oudste bewoners. Rond het einde van de zestiende eeuw heeft er een familie Braes in Nederweert gewoond. Bi-j Braos is een typische Kempische langgevelboerderij met een wolfsdak welke gedeeltelijk is bedekt met riet. Naast een grote schuur, die haaks op de woning staat, is de boerderij ook voorzien van een bakhuis. Deze is aan het begin van de twintigste eeuw gebouwd, ter vervanging van een bakhuis dat langs de weg stond.
Aan de achterzijde van de woning ligt een vijver, die oorspronkelijk als brandkuil diende. Bij brand kon men het water uit de vijver als bluswater gebruiken. Bij een verbouwing in 1924 werd de buitenmuur van de woning ongeveer één meter verplaatst. In 2012 is er een vergunning aangevraagd voor de volledige renovatie van boerderij en schuur.

## Bi-j Heindriks

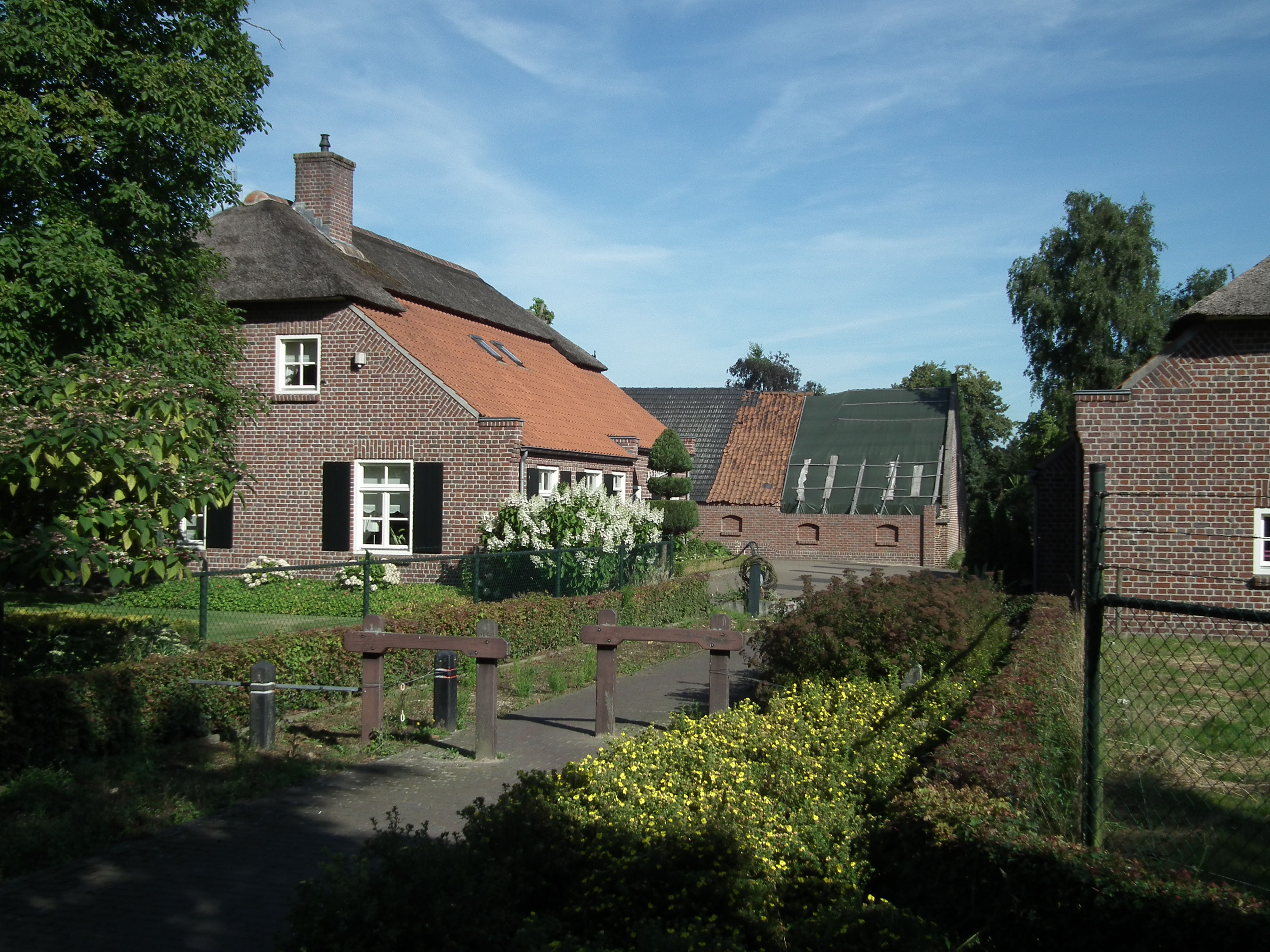
Bi-j Heindriks

Ook de boerderij bi-j Heindriks is vermoedelijk vernoemd naar een van de eerste bewoners. In de grondbelasting administratie uit 1720 wordt Hendrik Verborgh als eigenaar vermeld. De woning heeft een bijna vierkante plattegrond en een hoog opgaand wolfsdak. Een dergelijke vorm is niet karakteristiek voor deze omgeving en toont enigszins gelijkenis met een Kempische abdijhoeve. Aan de overzijde van de straat staat een grote schuur. Ook is er een grote put aanwezig, die echter verborgen ligt onder de bestrating. In de jaren 90 van de twintigste eeuw is de boerderij volledig gerenoveerd.